# Amanda Nunes
Amanda Lourenço Nunes  (født 30. maj 1988 i Salvador i Brasilien) er en brasiliansk MMA-udøver, der i øjeblikket kæmper for Ultimate Fighting Championship (UFC), hvor hun er den regerende mester i både kvindernes Bantamweight og Featherweight-divisionerne. Hun er den første kvinde i UFC historie til at blive mester i 2 divisioner, foruden at være den første og eneste kvinde i UFC historie der har holdt 2 titler samtidigt. I marts 2019 er hun # 6 på den officielle UFC pound-for-pound rangliste. 

## Tidlige liv
Nunes voksede op i en lille by uden for Salvador, Bahia i Brasilien. Hun begyndte at træne i Karate i en alder af fire år og begyndte at træne boksning i en alder af seksten. Hun konkurrerede første gang i brasiliansk Jiu-Jitsu efter at være blevet inviteret til en dojo af sin søster, som også trænede indenfor sporten. 

## MMA-karriere
Nunes boede i New Jersey og trænede i AMA Fight Club før hun flyttede til Miami for at træne på MMA Masters. Hun træner i øjeblikket på American Top Team i Coconut Creeki Florida. Hun har konkurreret i 135 og 145 pund vægt-divisionerne og har udtalt, at hun har til hensigt at kæmpe i 135 pund indefor en overskuelig fremtid.
Nunes fik sin MMA-debut den 8. marts 2008 på Prime MMA Championship 2. Hun mødte Ana Maria og blev besejret via armbar submission i første runde. 

### Strikeforce
Nunes vandt fem kampe i træk, alle ved en form for knockout og fik sin Strikeforce-debut den 7. januar 2011 på Strikeforce Challengers: Woodley vs. Saffiedine i Nashville, Tennessee . Hun besejrede canadiske Julia Budd via knockout på bare 14 sekunder. 
Nunes var planlagt til at kæmpe mod Julie Kedzie på Strikeforce: Overeem vs. Werdum den 18. juni 2011 i Dallas, Texas.  Kampen blev dog aflyst, da Nunes fik en fodskade. 

### Invicta FC
Nunes var planlagt til at møde Milana Dudieva på Invicta FC 2: Baszler vs McMann den 28. juli 2012.  Dudieva trak sig dog tilbage fra kampen på grund af sygdom den 9. juli, og Nunes blev derefter sat til at møde Leslie Smith i stedet.  Smith trak sig også tilbage på grund af en skade, og Nunes mødte i sidste ende Raquel Pa'aluhi.  Nunes vandt kampen via teknisk submission i form af rear-naked choke i første runde. 
Den 5. januar 2013 vendte Nunes tilbage til Invicta Fighting Championships for at møde Sarah D'Alelio på Invicta FC 4: Esparza vs. Hyatt.  Nunes tabte kampen via enstemmig afgørelse.  
Nunes var planlagt til at møde Kaitlin Young på Invicta FC 5 den 5. april 2013.  Men hun fik en armskade og blev tvunget til at trække sig tilbage fra kampen. 

### Ultimate Fighting Championship
Nunes fik sin Octagon-debut mod Sheila Gaff på UFC 163 den 3. august 2013 i Brasilien.  Hun vandt kampen via TKO i første runde.  
Nunes fik sin anden UFC-kamp, da hun mødte Germaine de Randamie på UFC Fight Night 31 den 6. november 2013.  Hun vandt kampen via TKO i første runde.  
Op til sin tredje kamp i UFC blev Nunes sat ind som erstatning for Shayna Baszler mod Sarah Kaufman på The Ultimate Fighter Nations Finale.  Imidlertid trak Nunes sig senere ud af kampen på grund af en forstuvet tommelfinger. 
Nunes mødte Cat Zingano den 27. september 2014, på UFC 178 .  Efter næsten at have afsluttet Zingano med slag i første runde, tabte hun næste runde, inden hun blev stoppet via TKO i tredje runde. 
Nunes mødte Shayna Baszler den 21. marts 2015, ved UFC Fight Night 62 .  Hun vandt kampen via TKO i første omgang.
Nunes mødte Sara McMann den 8. august 2015, ved UFC Fight Night 73. Hun vandt kampen ved hjælp af en rear-naked choke submission i første runde, efter at have slået hendes modstander ned med en tre slags kombination.  
Nunes mødte Valentina Shevchenko den 5. marts 2016, på UFC 196 . Hun vandt kampen via enstemmig afgørelse. 

#### Bantamvægt-mester
Efter at have samlet en tre-kamp sejrs-stime, fik Nunes sin første titelchance i UFC. Hun udfordrede Miesha Tate om UFC Women's Bantamweight Championship den 9. juli 2016 på UFC 200. Nunes rystede Tate tidligt via knæ og slag og vandt derefter kampen vi submission (rear-naked choke) i første runde.  Hendes sejr gjorde hende til den første åbent homoseksuelle mester i UFCs historie.  
Den 30. december 2016 havde Nunes sit første titelforsvar mod den tilbagevendende MMA-superstjerne Ronda Rousey i hovedkampen på UFC 207.  Nunes vandt kampen via TKO via slag efter blot 48 sekunder i første runde.  
I sit anden titelforsvar var Nunes planlagt til at møde Valentina Shevchenko i en rematch på UFC 213 den 8. juli 2017. Parret kæmpede oprindeligt på UFC 196 hvor Nunes vandt via enstemmig afgørelse.  Imidlertid blev Nunes indlagt om morgenen i kampen med kronisk bihulebetændelse, og kampen blev aflyst.  Joanna Jędrzejczyk tilbød at erstatte Nunes, men Nevada State Athletic Commission kunne ikke godkende hende med så kort varsel.  Nunes kæmpede i stedet mod Shevchenko på UFC 215 den 9. september i Edmonton i Alberta.  Nunes vandt den tæt omstridte kamp via delt afgørelse. 
Nunes mødte Raquel Pennington den 12. maj 2018, på UFC 224.  Efter en ret dominerende præstation færdiggjorde Nunes kampen med ground and pound 2:36 i 5. omgang.  Dette var den første begivenhed i UFC historie, der havde to åbent homoseksuelle kæmpere i hovedkampen. 
Nunes forventes at møde Holly Holm den 6. juli 2019 på UFC 239. 

#### Featherweight-mester
Nunes rykkede op i vægt for at møde Cris Cyborg om den kvindelige UFC Featherweight-titel den 29. december 2018, på UFC 232.  Nunes slog hurtigt Cyborg ud efter 51 sekunder efter i runde og blev dermed den nye mester. Dette gjorde hende til den første kvinde i UFCs historie der har haft to mesterskabsbælter i forskellige divisioner samtidigt.  Denne sejr tildelte hende ligeledes Performance of the Night-prisen. 

## Privatliv
Nunes er i øjeblikket forlovet med kollegaen UFC-kæmperen Nina Ansaroff, der konkurrerer i strawweight- divisionen.  Hun har givet forholdet æren for hendes UFC-succeser. 

## Mesterskaber og præstationer
- Ultimate Fighting Championship
  - UFC Women's Bantamweight Championship (1 gang, nuværende )
    - Tre succesfulde titelforsvar

  - UFC Women's Vatherweight Championship (1 gang, nuværende)
  - Første kvinde i UFCs historie til at vinde to titler ( Bantamweight og Featherweight ) og også holde dem samtidigt [51]
  - Performance of the Night (4 gange) vs. Sara McMann, Miesha Tate, Ronda Rousey og Cris Cyborg [49]

- MMAJunkie.com
  - 2015 August Submission of the Month vs. Sara McMann [52]
  - 2018 Female Fighter of the Year [53]

- CombatPress.com
  - 2018 Upset of the Year vs. Cris Cyborg[54]
  - 2018 Female Fighter of the Year[55]

- MMA Weekly
  - 2018 Knockout of the Year vs. Cris Cyborg[56]

- Equality California
  - 2016 Equality Visibility Award [57]
- Har vundet over 5 UFC-mestere, hvoraf en er blevet slået to gange - Ronda Rousey, Miesha Tate, Germaine de Randamie, Cris Cyborg og Valentina Shevchenko (x2)

- MMADNA.nl
  - 2016 Female Fighter of the Year[58]
  - 2018 Female Fighter of the Year[59]

- Wrestling Observer Newsletter
  - 2018 Women's MMA MVP

- World MMA Awards
  - 2016 Female Fighter of the Year